# Лъжлива пърхутка
Лъжливата пърхутка, наричана също брадавичеста пърхутка (Scleroderma verrucosum), е вид отровна базидиева гъба от семейство Sclerodermataceae.

## Описание
Плодното тяло има сферична или неправилно сферична форма. Достига до 5 cm в диаметъра. Понякога е леко сплескано отгоре, а отдолу се стеснява и преминава в подобна на пънче гладка или набраздена цилиндрична част, завършваща с разклонен кичур мицелни влакна. Обвивката (перидиумът) е много тънка, на цвят жълтеникава, охрена, кафява или червеникаво-кафява, с дребни тъмнокафяви люспици. Месото (глеба) първоначално е бяло и белезникаво, а впоследствие става пурпурно-черно, като в крайния етап се превръща в сивкаво-кафяв споров прах. Има метален вкус и мирис. Гъбата отровна и при консумация причинява силно неприятни храносмилателни проблеми и болки в корема.

## Местообитание
Среща се често през юни – октомври, като расте на групи по влажни и сенчести места в широколистни и смесени гори, както и из паркове и градини.